# Йосиас I (Валдек)
Йосиас I фон Валдек-Айзенберг (на немски: Josias I von Waldeck-Eisenberg, * 18 март 1554 в замък Айзенберг, † 6 август 1588 също там) е граф на Валдек-Айзенберг.
Той е син на граф Волрад II фон Валдек-Айзенберг (1509 – 1578) и съпругата му Анастасия Гюнтера фон Шварцбург-Бланкенбург (1528 – 1570), дъщеря на Хайнрих XXXII фон Шварцбург-Бланкенбург (1498 – 1538) и графиня Катарина фон Хенеберг-Шлойзинген (1508 – 1567).
Граф Йосиас I фон Валдек разширява дворец Айзенберг от 1586 г. Построява дворцова църква. Неговият архитект е италианеца Пиетро Робустело. Графът не преживява завършването, умира на 6 август 1588 г. Той е погребан на 9 август 1588 г. в Корбах.

## Фамилия
Той се жени на 8 март 1582 г. за Мария фон Барби-Мюлинген (* 8 април 1563, † 29 декември 1619), дъщеря на граф Албрехт X фон Барби-Мюлинген и съпругата му принцеса Мария фон Анхалт-Цербст (1538 – 1563), дъщеря на княз Йохан IV (II) фон Анхалт-Цербст (1504 – 1551) и Маргарета фон Бранденбург (1511 – 1577). Те имат четири деца:
- Маргарета Анастасия (* 1584; † 1619)
- Кристиан (* 25 декември 1585, † 31 декември 1637), граф на Валдек-Вилдунген, ∞ 1604 Елизабет фон Насау-Зиген (1584 – 1661)
- Юлиана (* 11 април 1587, † 28 февруари 1622), ∞ 1606 Лудвиг I фон Ербах (1579 – 1643)
- Волрад IV (* 7 юли 1588, † 6 октомври 1640), ∞ 1607 Анна фон Баден-Дурлах (1587 – 1649), наследява 1625 графството Пирмонт

След смъртта на граф Йосиас вдовицата му Мария фон Барби се омъжва през 1592 г. за граф Георг III фон Ербах (1548 – 1605).